# Сімпсон (протока)
Сімпсон (англ. Simpson Strait) — протока, що відокремлює острів Кінг-Вільям Канадського Арктичного архіпелагу від півострова Аделейд материкової частини території Нунавут.

## Географія
Розташована в північно-західній частині Канади. З'єднує затоку Квін-Мод, розташовану на заході, з затокою Расмуссен на сході. Найбільша ширина протоки становить 16 км, найменша ширина — 3,2 км. Довжина протоки дорівнює 80 км. Протока мілководна і рясніє дрібними островами, найбільші з яких:
- Алберт (англ. Albert)
- Бівер (англ. Beaver)
- Боулдер (англ. Boulder)
- Кастор (англ. Castor)
- Ченс (англ. Chens)
- Клаб (англ. Club)
- Комб (англ. Comb)
- Денілл (англ. Denille)
- Долфін (англ. Dolphin)
- Ета (англ. Eta)
- Гук (англ. Hook)
- Кілвіннін (англ. Kilwinning)
- Поллукс (англ. Pollux)
- Рістведт (англ. Ristvedt)
- Саатук (англ. Saatuq)
- Сарвак (англ. Sarvaq)
- Таоуп (англ. Taupe)

Протока розташована в полярній області і більшу частину року покрита льодами. Протоку названо на честь Томаса Сімпсона, який, разом із Пітером Ворреном Дізом, відкрив протоку 1839 року під час арктичних експедицій 1837—1839 років. Крім протоки Сімпсон під час експедицій відкрито й досліджено затоку Квін-Мод і протоку Діз. Особливістю цих експедицій було те, що для плавання використовували човни, а не кораблі. 1903 року протокою проплив Руаль Амундсен під час своєї успішної експедиції з подолання Північно-Західного проходу зі сходу на захід.